# Костадин Попиванов
Костадин Попиванов (изписване до 1945 година: Костадинъ попъ Ивановъ) е български политик, деец на Българския земеделски народен съюз.

## Биография
Костадин Попиванов е роден в драмското село Калапот, което тогава е в Османската империя. След като Калапот попада в Гърция след Междусъюзническата война в 1913 година Попиванов се установява в Неврокоп. Става член на БЗНС и е сред тези дейци на партията, които търсят сътрудничество с БКП. При управлението на БЗНС от 1922 до 1923 година е околийски управител на Неврокоп. Участва активно в конфликта на БЗНС с Вътрешната македонска революционна организация.
След Деветоюнския преврат е арестуван и на 12 юни 1923 година е убит от дейци на ВМРО.